# Венсан Лекавальє
Венсан Лекавальє (фр. Vincent Lecavalier; 21 квітня 1980, м. Іль-Бізар, Канада) — канадський хокеїст, центральний нападник. 
Виступав за «Рімускі Оушеанік» (QMJHL), «Тампа-Бей Лайтнінг», «Ак Барс» (Казань).
В чемпіонатах НХЛ — 940 матчів (343 голи, 443 передачі), у турнірах Кубка Стенлі — 63 матчі (21 гол, 31 передача).
У складі національної збірної Канади учасник зимових Олімпійських ігор 2006, учасник чемпіонату світу 2001, учасник Кубка світу 2004. У складі молодіжної збірної Канади учасник чемпіонату світу 1998. 

## Досягнення та нагороди
- «Кубок RDS» — найкращому новачку року QMJHL (1997)
- Володар Кубка світу (2004)
- Володар Кубка Стенлі (2004)
- Учасник матчу всіх зірок НХЛ (2003, 2007, 2008, 2009)
- Володар Трофея Моріса Рішара (2007)
- Володар Трофея Кінга Кленсі (2008).